# 中央音乐学院

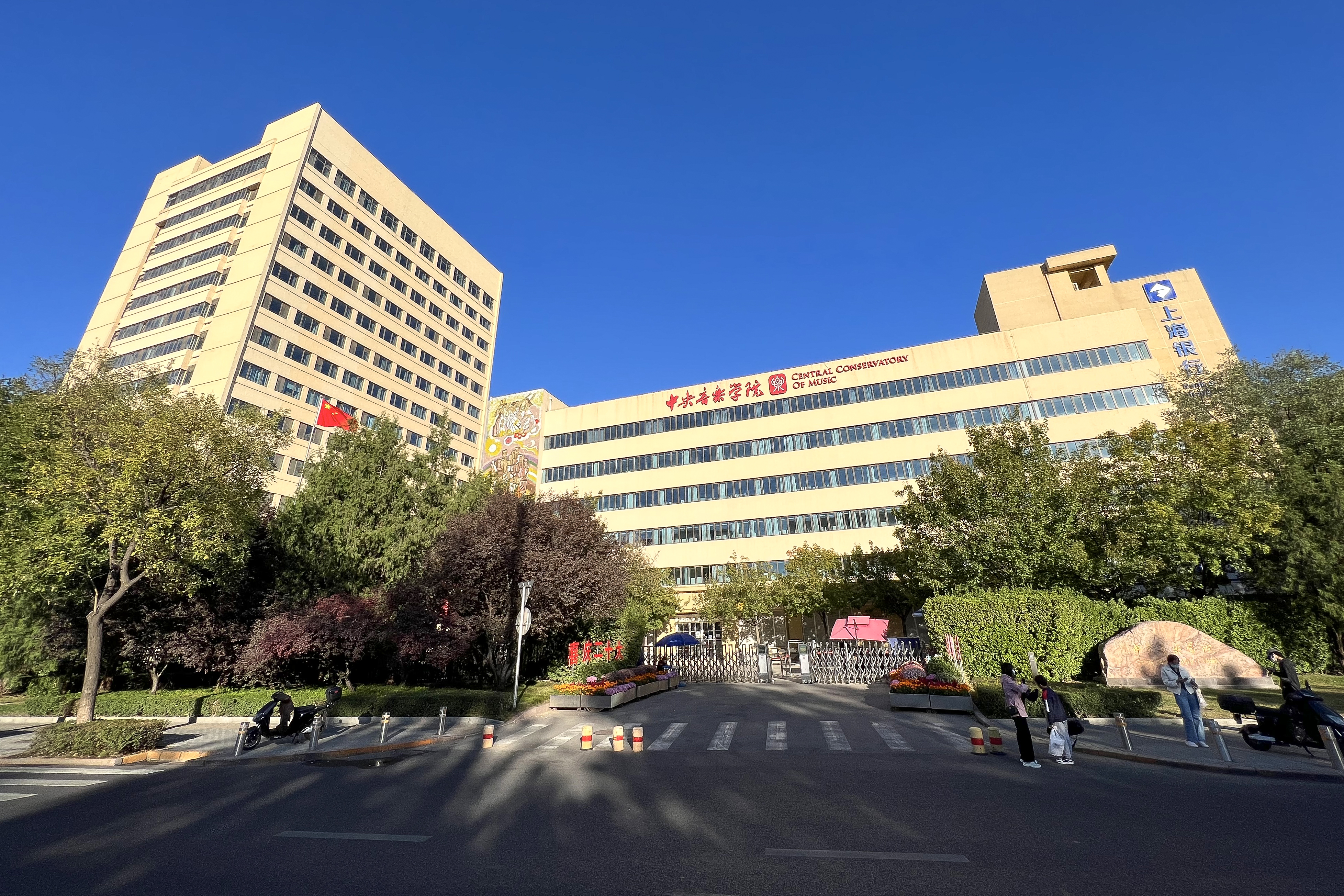
中央音乐学院西门

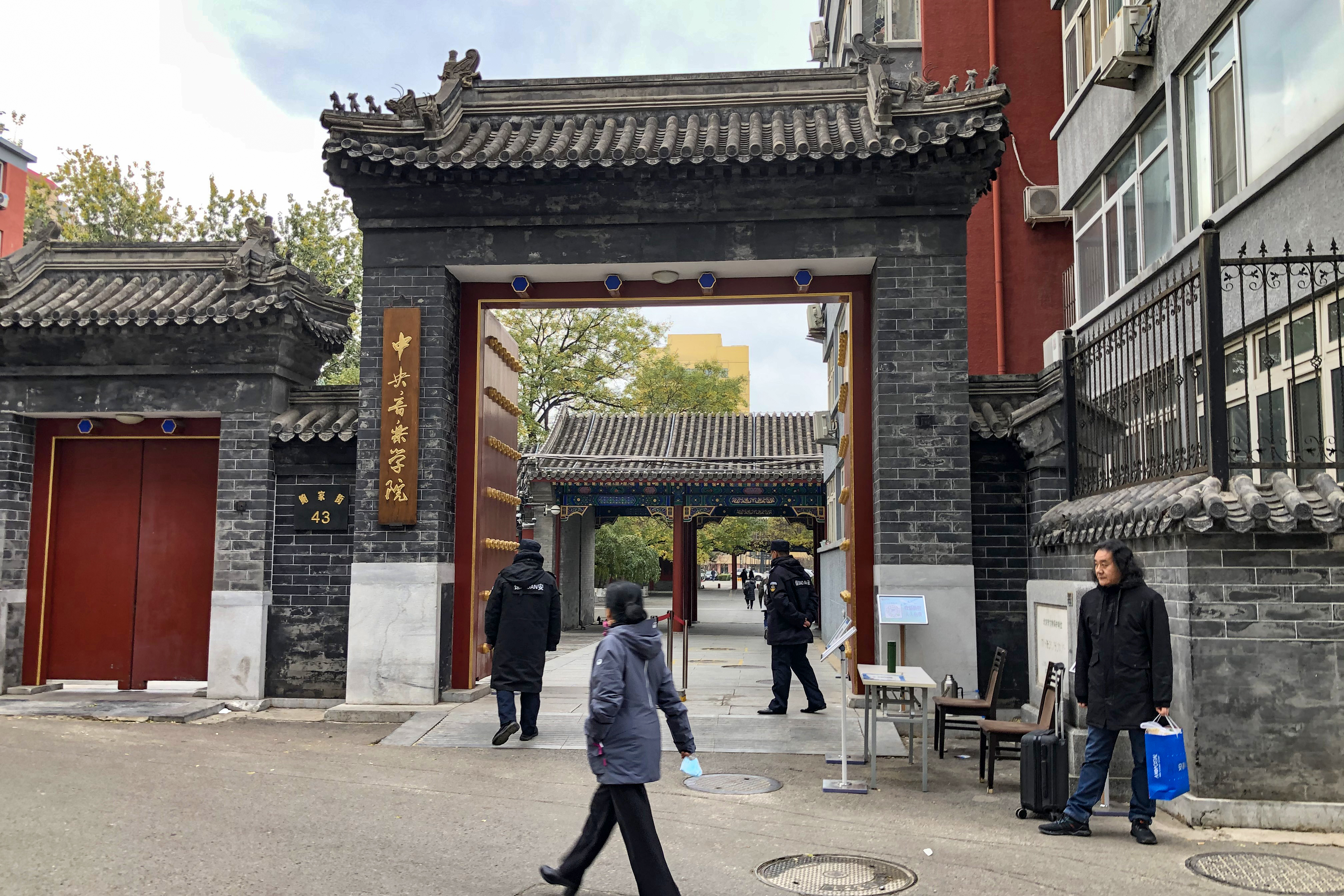
位于鲍家街43号的中央音乐学院东门

中央音乐学院，简称央音、中央院，是「一流學科」建設高校，中国艺术院校中唯一一所国家重点高校和“211工程”建设学校，以极低的入学录取率闻名。
中央音乐学院原隶属于中华人民共和国文化部，2000年归属教育部。

## 学校概况

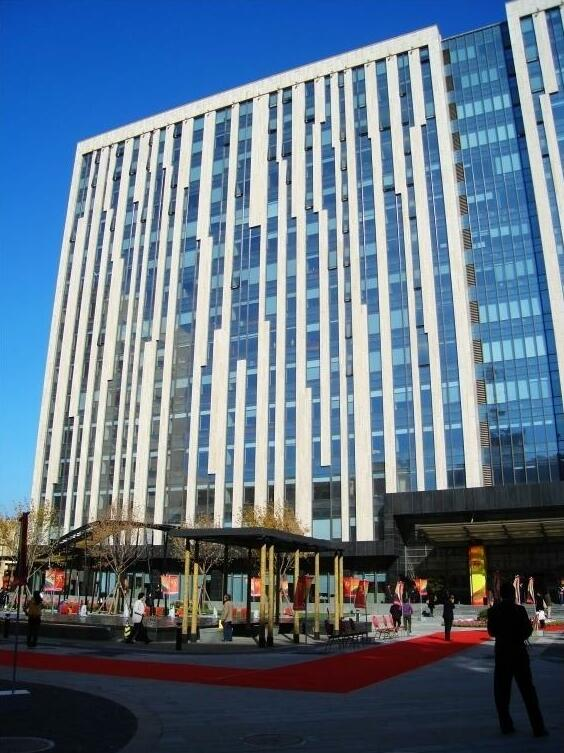
央音综合楼

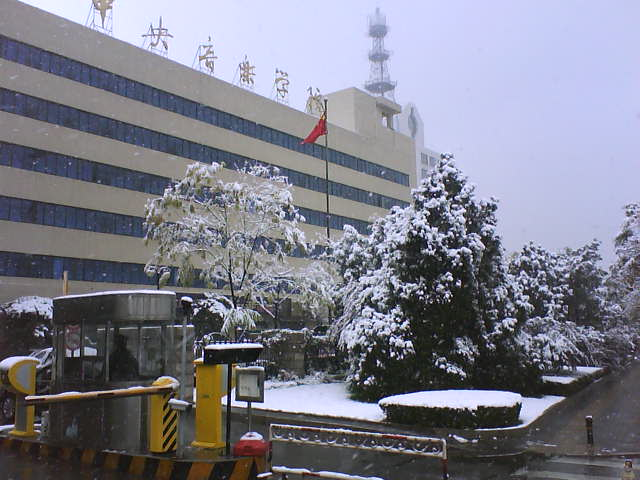
央音西门

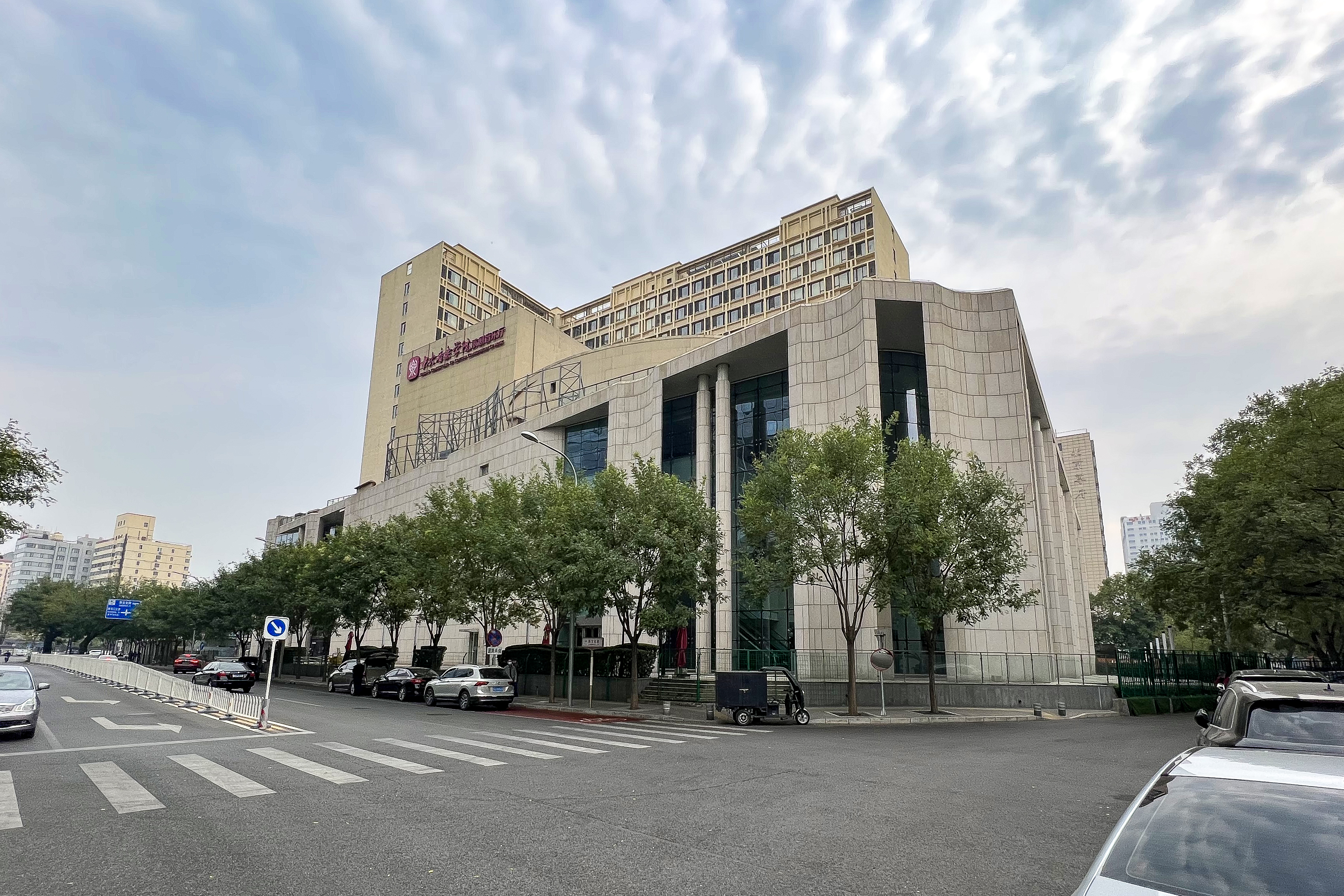
中央音乐学院歌剧音乐厅

### 历史
该校1949年11月1日始建于天津，1958年迁至北京西城区鲍家街43号（清醇王府旧址、光绪皇帝出生地）。前身为建于1940年的重庆青木关国立音乐院（1945年迁至南京，改称南京国立音乐院），渊源及于建于1927年的燕京大学音乐系，建于1939年的华北大学文艺学院音乐系，建于1946年的国立北平艺术专科学校音乐系、香港中华音乐院、上海中华音乐院，建于1948年的东北鲁迅文艺学院音乐系等。
- 1949年，（南京）国立音乐院、华北大学（文学学院音乐系）、东北鲁迅文艺学院（音乐系）合组新的国立音乐院（筹）。
- 1949年11月1日，中央音乐学院在天津正式建立，马思聪任首任院长[1]。
- 1950年，国立北平艺术专科学校（音乐系）、燕京大学（音乐系）、中华音乐院（上海）、中华音乐院（香港）并入。
- 1958年，中央音乐学院（天津部分）分出，改建河北音乐学院，后为天津音乐学院。
- 1973年，参与合组中央五七艺术大学。
- 1977年，中央五七艺术大学（原中央音乐学院部分）再次分出，复校中央音乐学院。
- 2004年，北京铁路运输学校并入[註 1]，其占地面积6735平方米的校园也被用于中央音乐学院的扩建[4]。

### 专业系所
- 作曲系
- 指挥系
- 音乐学系
- 音乐教育系
- 钢琴系
- 管弦系
- 民乐系
- 声乐歌剧系
- 音乐科技部
  - 现代电子音乐中心
  - 音乐治疗研究中心
  - 提琴制作研究中心
  - 嗓音研究中心
- 综合器乐系（2007年成立，原直属学科）
- 音乐学研究所

### 内部资源

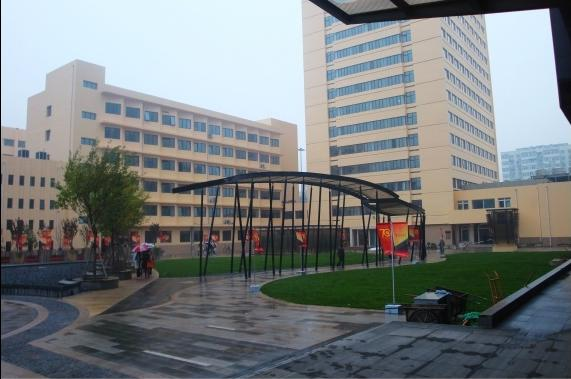
图书馆和琴房楼

中央音乐学院是全国高校首批博士点授予单位，并于2003年经国务院学位办、人事部、教育部共同审批通过了全国艺术类中第一个博士后流动站。中央音乐学院音乐学学科（包括作曲与作曲技术理论、音乐学和音乐表演艺术）为中华人民共和国全国重点学科。学院拥有亚洲最大的专业音乐图书馆，馆藏图书资料共计53万册。

### 音乐会
一年一度的北京现代音乐节、北京国际电子音乐节和中央音乐学院音乐节、中央音乐学院世界音乐周等在国内外产生广泛的影响并享有很高的声誉。中央音乐学院的音乐厅每年有来自国内外著名的音乐家举行高水平的音乐演出，许多当代重要作曲家的音乐作品在这里首演。

### 实践活动
学院定期组织学生参加社会艺术实践和教学演出活动，包括在国家大剧院、北京音乐厅等上演歌剧和音乐会，以及参加音乐普及演出。

### 《中央音乐学院学报》
《中央音乐学院学报》创办于1958年，是由中华人民共和国教育部主管，中央音乐学院主办，中国国内外公开发行并具有广泛影响的学术性音乐期刊。该期刊致力于为海内外音乐院校和科研院所的学者、师生提供学术耕耘的园地。

### 对外交流合作
中央音乐学院每年都聘请许多国外著名音乐家和学者来院讲学或任教，也有计划地选派教师和学生出国学习、讲学和演出。学院聘请了许多国际著名音乐家作为学院名誉教授，如作曲家潘德列茨基、指挥家小泽征尔、祖宾·梅塔、钢琴家阿什肯纳齐、小提琴家帕尔曼、大提琴家罗斯特罗波维奇等。
由学院师生组成的中国青年交响乐团、民族管弦乐团、合唱团、附中少年交响乐团及附小室内乐团多次出访欧、美、亚、非各国及港澳台地区，获得广泛赞誉。
学校还与俄罗斯莫斯科音乐学院、英国皇家音乐学院、美国朱利亚音乐学院、美国耶鲁大学音乐学院、匈牙利李斯特音乐学院、德国汉诺威音乐学院等世界著名音乐学院建立了校际交流合作关系。

## 其他

### 师生
学院培养了众多在国内外享有盛誉的作曲家、音乐学家、音乐教育家和音乐表演艺术家，其中包括几十位国家级院、团的艺术总监、团长和音乐学院的院长、校长。
中央音乐学院的师生经常参与国家重大公共活动的配乐制作，2008年北京奥运会主题曲《我和你》便是出自毕业于中央音乐学院作曲系的陈其钢之手。
2010年11月1日，中央音乐学院迎来70周年校庆，郎朗、谭盾等校友均出席了庆祝活动。

## 下属机构

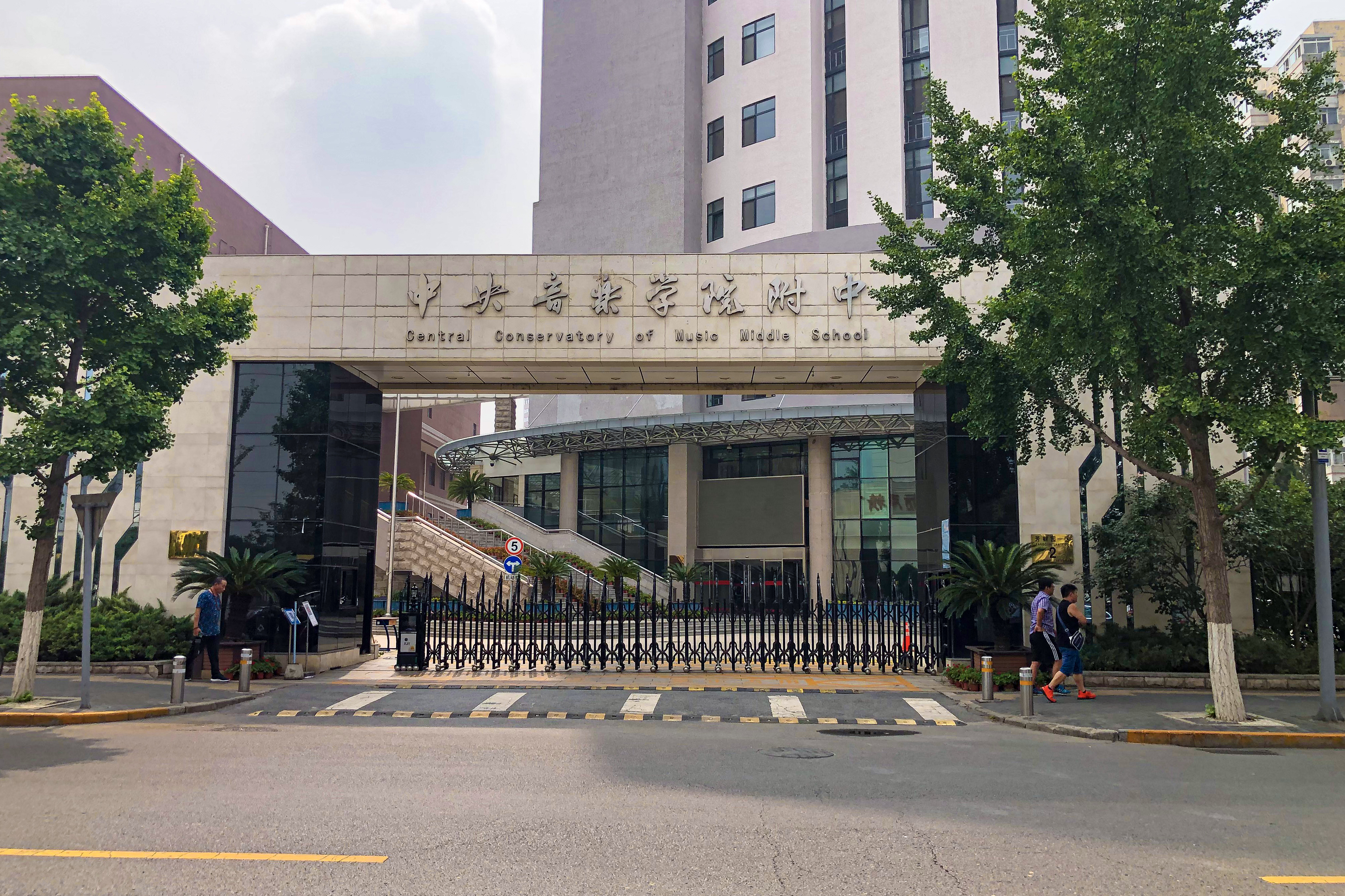
中央音乐学院附属中等音乐学校

- 附属中学
- 附属中学培训中心
- 附属小学
- 继续教育学院
- 远程音乐教育学院
- 社会音乐教育部
- 海内外社会音乐考级委员会
- 中央音乐学院出版社
- 中央音乐学院学报
- 环球音像出版社

## 历任院长
- 1950 马思聪
- 1956 赵沨
- 1983 吴祖强
- 1988 于润洋
- 1992 刘霖
- 1998 - 2015年11月30日 王次炤[6]
- 2016年2月 - 2025年6月10日俞峰
- 2025年6月10日-于红梅[7]

## 知名校友
- 徐小平,   投資家，新東方聯合創辦人，1978年至1983年於音樂學系學習。
- 黃日照，1953年進入中央音樂學院，香港管樂建基人之一
- 刘诗昆，1957年进入钢琴系继续学习
- 吳文光，古琴演奏家，中國音樂學院教授，國家級非物質文化遺產代表性傳承人
- 刘秉义，1962年毕业于声乐系本科，后留校任教
- 刘育熙，1962年毕业后留校任教
- 劉德海，1962年畢業後留校任教，後至中國音樂學院任教，琵琶演奏家
- 李双江，1963年毕业于声乐系本科
- 張汝鈞，1963年毕业于声乐系本科
- 吴雁泽，1964年毕业于声乐系本科
- 殷承宗，1965年毕业
- 吕思清，1977年进入中央音乐学院
- 黃安源，1959年入學，著名胡琴演奏家
- 赵季平，1978年进入中央音乐学院作曲系
- 谭盾，叶小纲，陈其钢，张小夫，郭文景，陈怡，刘索拉，1978年考入中央音乐学院作曲系
- 余青欣，1984年畢業於民樂系，中央民族樂團古琴獨奏演員，國家級非物質文化遺產代表性傳承人
- 迪里拜尔，1980年考入声乐歌剧系，1987年获硕士学位
- 关牧村，女中音歌唱家，1987年毕业于声乐系本科
- 郎朗，著名鋼琴家，1991年進入中央音樂學院
- 汪峰，著名搖滾歌手，1991年考入中央音乐学院管弦系小提琴专业
- 荒井十一，香港著名音樂製作人、打擊樂手 ，2000年進入中央音樂學院西洋打擊樂專業就讀
- 曹恩齐，演員，2016年毕业于中央音乐学院钢琴系
- 黄霄雲，歌手，2017年考入中央音乐学院声乐歌剧系，
- 張超，美聲歌手，声入人心成員之一，2016年考入中央音乐学院声乐歌剧系
- 福禄寿乐队，三姐妹乐团，其中杜冰兒，杜飞儿就读作曲系，杜雪儿就读竖琴系。